# Hattonville
Hattonville ist ein Ortsteil und eine ehemalige französische Gemeinde im Département Meuse in der Region Grand Est.
Zum 1. März 1973 bildeten die bis dahin eigenständigen Gemeinden Hattonville, Billy-sous-les-Côtes, Creuë, Hattonchâtel, Saint-Benoît-en-Woëvre und Viéville-sous-les-Côtes die neue Gemeinde Vigneulles-lès-Hattonchâtel.

## Geschichte
Der Ort wird erstmals als „Hadonville“ im Jahr 1700 genannt. 

## Bevölkerungsentwicklung
| Jahr                      | 1886 | 1906 | 1926 | 1936 | 1946 | 1954 | 1962 | 1968 |
| Einwohner                 | 362  | 300  | 177  | 170  | 170  | 152  | 132  | 112  |
| Quelle: Cassini und INSEE |      |      |      |      |      |      |      |      |

## Sehenswürdigkeiten
- Kirche Saint-Sébastien, erbaut 1830